# Rémi Schelcher
Rémi Xavier Schelcher (ur. 8 sierpnia 1905 w Paryżu, zm. 20 kwietnia 1988 w Évecquemont) – francuski żeglarz, olimpijczyk.
Na regatach rozegranych podczas Letnich Igrzysk Olimpijskich 1936 wystąpił w klasie 8 metrów zajmując 9 pozycję. Załogę jachtu EA II tworzyli również Charles Gaulthier, Ernest Granier, Henri Bachet, Pierre Arbaut i Pierre Gaudermen.